# Lisewo (powiat Chełmiński)
Lisewo is een dorp in het Poolse woiwodschap Koejavië-Pommeren, in het district Chełmiński. De plaats maakt deel uit van de gemeente Lisewo en telt 1700 inwoners.